# 塩釜甚句
塩釜甚句（しおがまじんく）とは、宮城県塩釜に伝わる日本の民謡。ハットセ節とも呼ばれる。

## 解説
鹿児島県で生まれた「ハイヤ節」は北前船の船乗りたちによってに日本海を北上して伝えられていき、また青森県からは太平洋沿いに南下し伝えられた。宮城県に伝わる塩釜甚句はこのハイヤ節、恐らく直接には岩手県の「南部アイヤ節」を元唄に発展したものである。また、塩釜神社社殿落成を祝って伊達綱村が歌詞を作らせ、当時流行していた南部アイヤ節にあわせて唄わせたのが始まりとも伝えられる。
この塩釜甚句がさらに南下して影響を与えたものに「潮来甚句」がある。また、逆に北上して青森県の「八戸甚句」「津軽小原節」の元唄となった。
他の港町と同じく、塩釜には西町を中心に遊郭が栄えていた。また、仙台で妓楼が禁止されていた時代には城下町の人々も塩釜へと通っており、この地には非常に多くの妓楼が立ち並んでいた。塩釜甚句はこれらの妓楼で三味線などを用いて賑やかに演奏され、他の「ハイヤ節」を元とする唄と同じく騒ぎ唄として威勢よく唄われた。
藩政時代から唄われる塩釜甚句は明治半ばにも流行唄としてもよく唄われ、大正5年に発行された『俚謡集拾遺』には明治27,8年ごろに流行した地方唄として塩釜甚句が採録されている。
「塩釜甚句全国大会」が毎年2月の第4土曜日に開催されるなど、21世紀の現在でも塩釜甚句は広く唄われている。塩竈市では1948年（昭和23年）より例年「塩竈みなと祭」が催されており、みなと祭では神輿を載せた御座船が港を巡幸する「神輿海上渡御」が行われるが、神輿が海から戻ると、氏子らは塩釜甚句の唄にあわせて神輿を担ぎ神社へと運ぶ。また、塩竈市西町の鹽竈海道沿いには「塩釜甚句の碑」が建つ。

## 歌詞
詞形は七七七五調。塩釜甚句の特徴である「ハットセ」といった囃子言葉は、恐らくは「南部あいや節」の「ハットサッサ」（ハットサッセ）という囃子言葉が変化したものである。この囃子言葉から「ハットセ節」や「仙台ハットセ」とも呼ばれる。他のハイヤ節系統の民謡は、例えば「南部あいや節」であれば「アイヤー」などの発句から唄い始められるが、この塩釜甚句では「塩釜ァー」と直接唄いはじめる特徴がある。
歌詞や囃子言葉には演者、奏者や時代によって多少の変化がみられる。一曲通すと次のような歌詞で（あるいはより短く）唄われる。
「聞く聞く」は直前に唄われた白菊にかかる。妓楼帰りの人が意気揚々と塩釜を出るも道の途中から散財を気にする様子を唄う「塩釜でる時は大手振りよ。奏社の宮から胸勘定」や「塩釜西町鳴いて通るカラス。銭も持たずに買う買うと」からは城下町の人々が塩釜と行き来した様子が見られる。